# Edward Gordon Craig

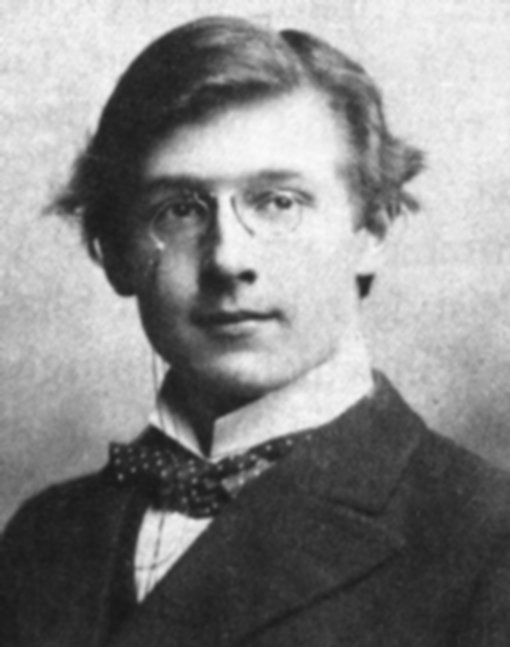
Edward Gordon Craig, c. 1900

Edward Henry Gordon Craig (Stevenage, Inglaterra, 16 de janeiro de 1872 – Vence, França, 29 de julho de 1966), conhecido também como Gordon Craig, foi um ator, cenógrafo, produtor e diretor de teatro inglês, com importante obra teórica. Foi nomeado Cavaleiro da Legião de Honra. Era filho da atriz Ellen Terry e do arquiteto Edward William Godwin. Seu trabalho foi largamente conhecido em toda Europa e Estados Unidos. 

## Biografia
Gordon Craig iniciou sua carreira de ator com a companhia de Henry Irving (1885–97). Seu trabalho artístico e suas teorias são conhecidas por se antepor às teorias do naturalismo em voga na época. Seu trabalho se dirigiu a uma interpretação teatral da cena que se construísse num sentido mais simbólico, que pudesse representar o ambiente de forma mais poética e sugestiva. Sua idéias possiblitaram uma grande liberdade ao desenho da cena contemporãnea, embora muitas fossem impossíveis de serem realizadas. Entre suas mais conhecidas produções estão The Vikings e Much Ado about Nothing de Shakespeare (1903 para Ellen Terry) e Hamlet, no Teatro de Arte de Moscou, 1912. Em Florence, Itália, ele funda a Gordon Craig School for the Art of the Theatre. Também edita uma revista The Mask (A Máscara, 1908–29). Entre suas obras estão On the Art of the Theatre (1911,rev. ed. 1957), The Theatre Advancing (1921), Scene (1923) e biografias de Henry Irving (1930) e Ellen Terry (1931) (in Columbia Encyclopedia. 6a. Ed.).

## Livros
- Craig, Edward Gordon: Gordon Craig on movement and dance. Ed., Introd. Arnold Rood. New York 1977.
- – : On the art of the theatre. London 1962. (Mercury Books. No. 27)
- – : Towards a new theatre. Forty designs for stage scenes with critical notes by the inventor Edward Gordon Craig. New York 1969.

## Sobre Craig
- Bablet, Denis: Edward Gordon Craig. Köln/Berlin 1965. (Collection Theater Werkbücher. Bd. 5)
- Craig, Edward: Gordon Craig. The Story of his Life. London 1968.
- Eynat-Confino, Irène: Beyond the Mask. Gordon Craig, Movement, and the Actor. Carbondale/Edwardsville 1987.
- Innes,  Christopher: Edward Gordon Craig: A Vision of Theatre (Contemporary Theatre Studies) (Taschenbuch), 2. erweiterte Auflage, London: Routledge, 1998, ISBN 9057021250
- Laksberg, Olaf: Marionette, che passione! Die Puppe im Werk von Gordon Craig. Beiträge zur Geschichte des Figurentheaters. München 1993. (= Münchener Universitätsschriften. Münchener Beiträge zur Theaterwissenschaft. Bd. 18)
- Nash, George: Edward Gordon Craig. 1872–1966. London 1967.
- Rose, Enid: Gordon Craig and the theatre. A record and an interpretation. London 1931.
- Senelick, L. Gordon Craig's Hamlet. Londres: Grenwood, 1982.
- Spieckermann, Thomas: Edward Gordon Craig and his Concept of the Übermarionetten-Theater. Marburg 1994.
- – : The world lacks and needs a Belief. Untersuchungen zur metaphysischen Ästhetik der Theaterprojekte Edward Gordon Craigs von 1905 bis 1918. Trier 1998. (= Prospekte. Studien zum Theater. Bd. 3)
- Fritthum, Michael: "Ich begann Träume zu träumen". Beobachtungen zur Aufnahme von Edward Gordon Craig in Wien - Rezension einer nicht erfolgten Rezeption. Uni Wien 2002.